# Sâu năn
Sâu năn hay muỗi hành có danh pháp khoa học là Orseolia oryzae.

## Đặc điểm
Trưởng thành là loài muỗi nhỏ, dài khoảng 3-5mm, bụng màu hồng nhạt, chúng đẻ trứng rãi rác từng quả, rất nhỏ, màu trắng, trước khi nở có màu vàng. Ấu trùng giống như con dòi, mình dẹt, màu trắng sữa, dài 4-5mm. Nhộng màu hồng, dài 4-5mm, nằm trong ống hành. Vòng đời từ 25-30 ngày. Muỗi hoạt động về đêm, có xu tính rất mạnh với ánh sáng. Sức bay yếu nên sự phân bố thường có tính khu vực. Trứng đẻ riêng lẻ hoặc từng nhóm 3-4 cái ở phía dưới mặt lá gần gốc lúa. Mỗi con cái đẻ hàng trăm trừng. Trứng cần có ẩm độ cao (trên 80%) để phát triển và nở. Sâu năn phát triển thích hợp trong điều kiện thời tiết tương đối ẩm, có mưa và trời ít nắng. Thường phát sinh cục bộ trên một cánh đồng hoặc một vùng hẹp do khả năng di chuyển yếu của muỗi.

## Gây hại
Muỗi hành phá hại lúa từ giai đoạn mạ đến giai đoạn cuối đẻ nhánh, khi bị tấn công đỉnh sinh trưởng biến dạng thành "cọng hành" (hay còn gọi ống hành). Khi ống hành đã vươn ra ngoài cũng là lúc sâu non đã hoá nhộng. Cần phân biệt triệu chứng thiệt hại do sâu đục thân và muỗi hành. Với sâu đục thân đọt lúa cuốn tròn có màu xanh lúc đầu, sau đó những đọt này héo khô, nắm kéo lên thì đứt ra ngay, đó là do sâu ăn phá đọt non làm dưỡng chất và nước không di chuyển lên nuôi đọt được.
Với muỗi hành là những ống tròn màu xanh lá cây nhạt, đó là bẹ lá bị biến dạng, phiến lá chỉ là một mảnh nhỏ ở đầu ống, nắm kéo lên không đứt, những ống này không chết đi nhưng làm chồi bị nhiễm không trổ bông được, những bụi lúa bị nhiễm lùn, đâm nhiều chồi, lá xanh thẫm, ngắn, dựng đứng, có nhiều cọng lúa giống như cọng hành lẫn trong bụi lúa.
- Từ việc di chuyển trang: Trang này là trang đổi hướng từ một trang đã được di chuyển (đổi tên). Trang này được giữ lại dưới dạng một trang đổi hướng để tránh phá vỡ các liên kết, cả bên trong và bên ngoài, có thể đã được liên kết tới tên trang cũ.